# Patrick de Carolis
Pour les articles homonymes, voir De Carolis.
Patrick de Carolis, né le 19 novembre 1953 à Arles (Bouches-du-Rhône), est un journaliste, écrivain, animateur de télévision et homme politique français.
De 2005 à 2010, il est président-directeur général de France Télévisions. Il est également impliqué dans le lancement puis la présidence de la chaîne française d'information internationale France 24. 
Membre de l'Académie des beaux-arts, dont il est le président en 2018, il est élu par ses pairs à la direction du musée Marmottan Monet en 2013.
Il est candidat divers centre aux élections municipales de 2020 à Arles, où la liste qu'il conduit l'emporte au second tour avec 57,2 % des voix face à celle du candidat communiste soutenue par le maire sortant. Il adhère en 2021 au parti Horizons d’Édouard Philippe.

## Biographie

### Famille
Issu d'une famille qui trouve ses racines d'une part en Italie, d'où son arrière-grand-père émigre en 1900 pour se fixer en région lyonnaise, et, d'autre part, en Provence, où son père, Dominique, mobilisé en 1943, et sa mère, Lucette Mounier, se rencontrent. Il est le dernier né d'une fratrie de trois enfants (Alain, Nadine, Patrick).
Il passe ses premières années à Arles. Sa mère, membre d'une vieille lignée provençale, a longtemps porté le costume traditionnel des Arlésiennes et a même été élue reine des provinces françaises en 1947. Ses parents s'installent à Montpellier dans les années 1960, il y poursuit ses études secondaires.
Marié depuis 1980 à Carol-Ann Hartpence, il est père de quatre enfants.

### Formation et carrière
Très jeune, il prend des cours d'art dramatique et de danse ; il commence d'ailleurs par ambitionner une carrière de danseur classique mais, voulant étudier le journalisme, il ne poursuivra pas.
Après des études de journalisme à l'ESJ Paris dont il est diplômé en 1974, il fait ses débuts à FR3 Champagne-Ardenne en 1974. Il travaille à TF1 de 1975 à 1983, pour Antenne 2 de 1984 à 1985, puis vient en 1987 sur La Cinq à l'appel de Robert Hersant comme directeur des magazines et documentaires où il crée et présente Reporters et Nomades, et l'émission de télé-achat Télé Chouchou. 
En 1990, il crée l'émission érotique Désir. À la mort de cette chaîne en 1992, il arrive sur M6, où il crée et présente le magazine d'information dominical Zone interdite, avant de devenir le directeur de l'information de cette chaîne. 
On le retrouve ensuite sur France 3 en septembre 1997 comme directeur des documentaires et magazines. C'est là qu'il lance le programme bimensuel de reportage culturel Des racines et des ailes, dont il assure les fonctions de rédacteur en chef, coproducteur et présentateur jusqu'en juin 2005. 
Tout en continuant ses activités de producteur-présentateur, il est nommé, en 1999, directeur de la stratégie éditoriale, adjoint de Jean Réveillon (à l'époque directeur général de l'antenne de France 3).
Il quitte ensuite France Télévisions pour le privé afin d'assurer les fonctions de directeur général du Figaro Magazine d'octobre 2001 à novembre 2004.

#### Président de France Télévisions
Le 6 juillet 2005, il est élu, pour cinq ans, président de France Télévisions par le Conseil supérieur de l'audiovisuel (CSA). Il succède ainsi à Marc Tessier à la tête du consortium de la télévision publique française (France 2, France 3, France 4, France 5 et RFO). Son élection est acquise contre l'avis du gouvernement, le Premier ministre, Dominique de Villepin ayant ostensiblement apporté son soutien à Marc Tessier. Le rôle joué par France 2 dans l'affaire Alègre aurait joué en défaveur d'un renouvellement de Marc Tessier.[réf. nécessaire]
Patrick de Carolis est élu par le CSA au premier tour par 5 voix contre 3 pour Marc Tessier et 1 pour Simone Halberstadt Harari.
Le nouveau président de France Télévisions renouvelle l'ensemble des équipes dirigeantes[réf. nécessaire], et s'entoure de fidèles et des personnes qui lui ont apporté leur concours dans sa campagne. Il souhaite rendre son identité au service public, notamment en renouant avec une forte ambition en matière de programmes de culture et de découverte.
En juillet 2006, il met fin à l'émission vedette de Thierry Ardisson, Tout le monde en parle de France 2. En juin 2007, il décide de ne pas reconduire l'émission Arrêt sur images, une des plus anciennes émissions de France 5[réf. souhaitée].
Il travaille sur le lancement — cher au président de la République Jacques Chirac — de la «chaîne française d'information internationale », qui devient le 30 juin 2006 France 24, et dont il préside le conseil de surveillance de novembre 2005 à février 2009.
Le 21 juillet 2010, après avis favorables successifs du Conseil supérieur de l'audiovisuel et de deux commissions parlementaires de l'Assemblée nationale et du Sénat, le président de la République, Nicolas Sarkozy, nomme Rémy Pflimlin pour lui succéder à la présidence de France Télévisions. La passation de pouvoirs est intervenue le 23 août 2010.
En janvier 2017, dans le cadre de l'« affaire Bygmalion », il est condamné, « pour avoir passé des contrats entachés de favoritisme », à cinq mois de prison avec sursis, 25 000 euros d'amende et à indemniser des syndicats qui s’étaient constitués parties civiles ; cette peine est confirmée en appel en avril 2019.

#### Retour à la télévision
Patrick de Carolis fait son retour à la télévision sur France 3 le 4 avril 2012 avec l'émission Le Grand Tour, qu'il présente et qu'il coréalise. Lors de ce premier épisode, Patrick de Carolis fait découvrir aux téléspectateurs quatre destinations : Naples, Bahreïn, l’Écosse et New York à travers des anecdotes culturelles et des faits historiques.
En septembre 2013, en plus de la présentation de l'émission Le Grand Tour sur France 3, il reprend la présentation, sur la même chaîne, du magazine Des racines et des ailes jusqu'en juin 2014.

## Autres fonctions
Il possède une maison à Rocamadour (Lot), commune dont il a été élu conseiller municipal en 2001 sans s'être présenté, avec le meilleur score de la commune. Il a refusé le mandat de maire de cette commune mais, très impliqué dans la vie culturelle de cette cité, il y crée la même année le festival « les Éclectiques de Rocamadour », où de nombreux artistes se sont déjà produits (Rostropovitch, Natalie Dessay, Véronique Sanson, Dee Dee Bridgewater, Laurent Gerra, Jean-Claude Brialy ou encore le Golden Gate Quartet).
À partir de 2004, il est administrateur bénévole de l'association humanitaire CARE France, qui lutte contre l'extrême pauvreté.
Patrick de Carolis a publié plusieurs ouvrages historiques ou politiques, dont Conversation, une autobiographie de Bernadette Chirac, dont il est proche, sous forme d'entretiens, jugée par certains hagiographique. 
Il a publié un roman historique provençal Les Demoiselles de Provence chez Plon, le 4 mai 2005.
En novembre 2010, il est président du jury au Festival du cinéma russe à Honfleur.
À la fin de 2010, il crée sa société de production audiovisuelle, baptisée Anaprod, et va lancer par ailleurs une importante plate-forme communautaire sur le marché de l'art.
Il est également membre du comité de parrainage du Collège des Bernardins.
En 2015, il s'associe à Jean-Luc Orabona, producteur et réalisateur de télévision, et à un de ses fils, Florent pour lancer un site internet sur le patrimoine culturel français, jaimemonpatrimoine.fr.
Il est membre du club Le Siècle.

### Académie des beaux-arts
Le 5 mai 2010, il est élu membre de l'Académie des beaux-arts, dans la section VI, Membres libres, au fauteuil occupé précédemment par André Bettencourt. Il succède en 2013 à Jacques Taddei en étant élu par ses pairs directeur de la Fondation Marmottan, qui regroupe le musée Marmottan-Monet et la bibliothèque Marmottan. Il est reconduit à ce poste en décembre 2017 pour une durée de cinq ans,. Il quitte cette fonction après son élection à la mairie d'Arles en juin 2020.

## Engagements politiques
En octobre 2019, il signe avec 40 personnalités du monde du spectacle et de la culture, parmi lesquelles Denis Podalydès, Jean Reno ou l'ex-ministre de la Culture Françoise Nyssen, un appel contre l'interdiction de la corrida aux mineurs, que la députée Samantha Cazebonne voulait introduire dans une proposition de loi sur le bien-être animal.
Le 28 juin 2020, sa liste « Pour le grand Arles » remporte l'élection municipale à Arles avec un score de 57,22 % au second tour. Il est élu maire d'Arles (sans étiquette), bénéficiant d’une division de la gauche et du soutien du parti Les Républicains (LR). Il rejoint en décembre 2021 Horizons, le parti d’Édouard Philippe.
Il entre rapidement en conflit avec le président de région Renaud Muselier, tandis que l'hypothèse d'une privatisation de services municipaux provoque des conflits sociaux avec les agents municipaux. Enfin, ses propres colistiers déplorent une pratique verticale du pouvoir et axée sur la communication.

## Controverses

### Qualité des programmes
Patrick de Carolis a déclaré le 2 juillet 2008 sur RTL que « le compte n'y était pas » concernant le financement de la suppression de la publicité dans l'audiovisuel public, et a vivement critiqué les propos de Nicolas Sarkozy sur la qualité des programmes du service public.
« Nous n'avons pas les moyens de nos ambitions futures», a déclaré M. de Carolis, prenant pour la première fois ses distances avec la réforme en cours. «Lorsqu'on dit qu'il n'y a pas de différences entre la télévision de service public et les télévisions privées, je trouve cela faux, je trouve cela stupide, et je trouve cela profondément injuste», a-t-il estimé. 
Le PDG de France Télévisions a estimé à cette occasion que sa chaîne ne devrait pas accepter d'émission imposée de l'extérieur et insister sur la notion d'indépendance des rédactions de France 2, France 3, France 4, France 5 et RFO.

### Allégations de plagiat
En 2005, le Canard enchaîné mentionne ce qu’il considère comme un plagiat du roman de Thyde Monnier La Ferme des Quatre Reines (Plon, 1963), dans le livre de Patrick de Carolis Les Demoiselles de Provence,(Plon, 2005).
En 2011, la veuve de Pierre Grimal porte plainte contre Carolis et Plon pour « plagiat caractérisé » » relevant « 175 emprunts » à divers ouvrages de Grimal et notamment à L’Amour à Rome (1979), dans la biographie romancée de Patrick de Carolis La Dame du Palatin, consacrée à Pompeia Paulina. Le 5 avril 2013, elle est déboutée par le Tribunal de grande instance de Paris qui juge que le plagiat n'est pas caractérisé,.

### Affaire Bygmalion
En 2008, alors que le fondateur de la société Bygmalion, Bastien Millot, quitte son poste de directeur délégué à France Télévisions, Le Canard enchaîné révèle que le jour de son départ, plusieurs contrats auraient été signés entre les deux entreprises pour un montant de 143 902 euros. Le Canard enchaîné révèle également que des contrats de prestation ont été renouvelés pendant six ans sans faire l'objet d'appel d'offres. Pendant quatre ans, Bygmalion empoche ainsi 1,2 million, selon Le Canard enchaîné.
En avril 2014, Patrick de Carolis est mis en examen par le juge Van Ruymbeke pour favoritisme dans le cadre de l'affaire Bygmalion. 
Dans le cadre de cette affaire, le site d'information lepoint.fr affirme que Patrick de Carolis aurait touché 120 000 euros de rétrocommissions de la part de l'agence de communication. Parallèlement, Bastien Millot est mis en examen pour « recel de favoritisme ».
Dès le 27 mai 2014, Patrick de Carolis annonce, par l'intermédiaire de ses avocats, poursuivre Le Point en diffamation. Le 5 juin 2014, il « suspend » son « activité à l'antenne de France 3 ».
Par un arrêt remarqué du 17 février 2016, la chambre criminelle de la Cour de cassation valide la procédure suivie contre Patrick de Carolis et Camille Pascal (ancien secrétaire général de France Télévisions) : le délit est caractérisé, même si le favoritisme ne concerne pas des marchés régis par le code des marchés publics ; la loi pénale française n'est pas contraire au droit de l'Union européenne.

## Distinctions
- Officier de la Légion d'honneur (1er janvier 2012)[30]
- Chevalier de l'ordre national du Mérite
- Officier de l'ordre des Palmes académiques (2004)[31]
- Officier de l'ordre des Arts et des Lettres
- Commandeur de l'ordre de Saint-Grégoire-le-Grand (Vatican)

## Animateur télé
- 1974 : Inter 3 (Troisième chaîne couleur de l'ORTF)
- 1987 : Dédicace (La Cinq)
- 1987-1989 : Réussite (La Cinq)
- 1987-1992 : Reporters (La Cinq)
- 1989-1990 : Nomades (La Cinq)
- 1993-1997 : Zone interdite (M6)
- 1997-2005 et 2013-2014 : Des racines et des ailes (France 3)
- 2012-2014 : Le Grand Tour (France 3)

## Publications
- Conversation, avec Bernadette Chirac, éd. Omnibus, 2001  (ISBN 978-2-259-19512-6)
- Les Demoiselles de Provence, éd. Plon, 2005  (ISBN 978-2-259-20065-3)
- Refuge pour temps d’orage, éd. Plon, 2009  (ISBN 978-2-259-21029-4)
- La Dame du Palatin, éd. Plon, 2011  (ISBN 978-2-259-21027-0)
- Anthologie curieuse et passionnée du dessin - La leçon des maîtres, du drapé au portrait cosigné avec Edwart Vignot, éd. Beaux-Arts, 2012  (ISBN 978-2-842-78878-0)
- Letizia R. Bonaparte, éd. Plon, 2015  (ISBN 978-2-266-26093-0)
- Les Ailes intérieures, éd. Plon, 2016.
- Bianca, l'Âme damnée des Médicis, avec Carol Ann de Carolis, éditions de l'Observatoire (Humensis) 2021  (ISBN 979-10-329-0156-4)

## Préfaces
- Aymeric de Rougé et Alexis Robin, 25 Châteaux français d'exception, éd. Beaufort, Paris, 2018. (ISBN 978-2-490471-01-0)